# Microcerella halli
Microcerella halli är en tvåvingeart som först beskrevs av Engel 1931.  Microcerella halli ingår i släktet Microcerella och familjen köttflugor.
Artens utbredningsområde är Bolivia. Inga underarter finns listade i Catalogue of Life.